# Panzerregiment 11
Het Panzerregiment 11 was een Duits tankregiment van de Wehrmacht tijdens de Tweede Wereldoorlog.

## Geschiedenis

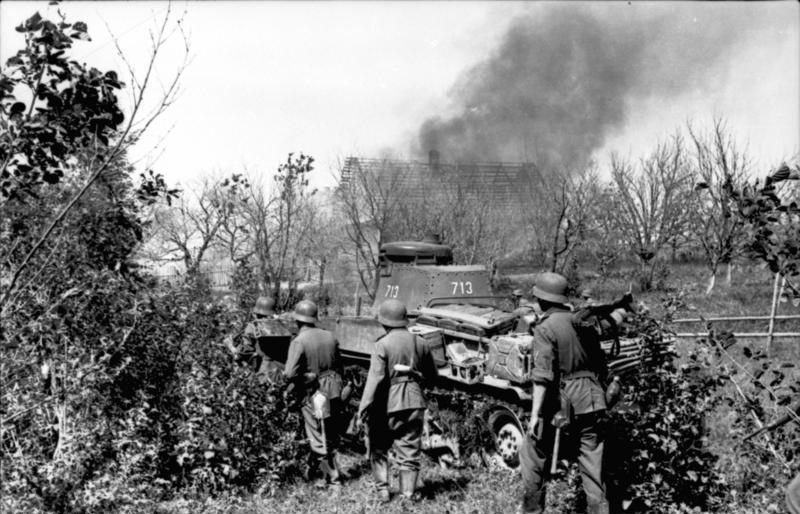
Panzer 35(t) van het regiment in Rusland in zomer 1941

Panzerregiment 11 werd opgericht op 12 oktober 1937 in Paderborn in Wehrkreis VI. Het regiment werd opgebouwd door complete compagnieën van bestaande panzerregimenten over te nemen. De 3e en 6e compagnie van Panzerregiment 1 vormden de 1e en 2e compagnie van het regiment. De 3e en 8e compagnie van Panzerregiment 4 vormden de 5e en 6e compagnie van het regiment. De 5e companie van Panzerregiment 3 vormde de 7e compagnie en een compagnie van Panzerregiment 8 vormde de 3e compagnie van het regiment.
Het regiment maakte bij oprichting deel uit van de 1e Lichte Divisie. Na de Poolse veldtocht maakte het regiment vanaf 18 oktober 1939 (omdoping van de divisie) deel uit van de 6e Pantserdivisie en bleef dat gedurende zijn verdere bestaan.
Het regiment was het enige panzerregiment dat gebruik maakte van de Panzerkampfwagen 35(t), in Polen, Frankrijk en Operatie Barbarossa. Echter, tegen 30 november 1941 waren alle 35(t)’s uitgevallen. Ook de Pz.Abt. 65 beschikte over de 35(t).
Op 3 juni 1942 werd de Pz.Abt. 65 ingelijfd in het regiment en daarna bestond het regiment uit 8 compagnieën. Op 5 mei 1943 werd I. Abteilung in een Panther-Abteilung omgevormd. Pas op 15 december 1944 voegde deze Abteilung zich weer bij het regiment.
De staf werd begin 1944 ook gebruikt als staf van Schweres Panzer-Regiment Bäke.
Het regiment capituleerde (met de rest van de divisie) rond Brünn aan Amerikaanse troepen op 9 mei 1945.

## Samenstelling bij mobilisering
- I. Abteilung met 3 compagnieën (1-3)
- II. Abteilung met 3 compagnieën (5-7)

Abteilung betekent in dit geval tankbataljon.

## Commandanten
| Rang                                                                   | Naam                           | Begin           | Eind               |
| ---------------------------------------------------------------------- | ------------------------------ | --------------- | ------------------ |
| Oberstleutnant Oberst (vanaf 1 maart 1938)                             | Wilhelm Philipps               | 12 oktober 1937 | 1 januari 1940 (?) |
| Oberstleutnant Oberst (vanaf 1 december 1940)                          | Richard Koll                   | 1 januari 1940  | 1 juli 1942        |
| Oberst                                                                 | Walther von Hünersdorff        | 1 juli 1942     | 7 februari 1943    |
| Oberst                                                                 | Hermann von Oppeln-Bronikowski | 7 februari 1943 | 13 juli 1943       |
| Major Oberstleutnant (vanaf 1 november 1943) Oberst (vanaf 1 mei 1944) | Dr. med. dent. Franz Bäke      | 14 juli 1943    | 13 juli 1944       |
|                                                                        | ??                             | 13 juli 1944    | 9 mei 1945         |

Panzerregiment 1 · Panzerregiment 2 · Panzerregiment 3 · Panzerregiment 4 · Panzerregiment 5 · Panzerregiment 6 · Panzerregiment 7 · Panzerregiment 8 · Panzerregiment 9 · Panzerregiment 10 · Panzerregiment 11 · Panzerregiment 15 · Panzerregiment 16 · Panzerregiment 17 · Panzerregiment 18 · Panzerregiment 21 · Panzerregiment 22 · Panzerregiment 23 · Panzerregiment 24 · Panzerregiment 25 · Panzerregiment 26 · Panzerregiment 27 · Panzerregiment 28 · Panzerregiment 29 · Panzerregiment 31 · Panzerregiment 33  · Panzerregiment 35 · Panzerregiment 36 · Panzerregiment 39 · Panzerregiment 69 · Panzerregiment 80 · Panzerregiment 100 · Panzerregiment 101 · Panzerregiment 102 · Panzerregiment 116 · Panzerregiment 118 · Panzer-Lehr-Regiment 130 · Panzerregiment 201 · Panzerregiment 202 · Panzerregiment 203 · Panzerregiment 204 · Schweres Panzer-Regiment Bäke · Panzerregiment Brandenburg · Panzerregiment Coburg · Panzerregiment Feldherrnhalle · Panzerregiment Feldherrnhalle 2 · Panzerregiment Hermann Göring · Panzerregiment Großdeutschland · Panzerregiment Kurmark · Panzerregiment von Lauchert · Panzerregiment Major Rettemeier · Fallschirm-Panzerregiment 1 · Fallschirm-Panzerregiment 21 · SS-Panzerregiment 1 LSSAH · SS-Panzerregiment 2 · SS-Panzerregiment 3 · SS-Panzerregiment 5 · SS-Panzerregiment 9 · SS-Panzerregiment 10 · SS-Panzerregiment 11 · SS-Panzerregiment 12